# Антонов, Олег Ярославович
Оле́г Яросла́вович Анто́нов (род. 28 июля 1988) — итальянский волейболист русского происхождения. Сын волейболиста и тренера Ярослава Антонова, племянник волейболиста и тренера Олега Антонова.

## Биография
Олег Антонов родился 28 июля 1988 года в семье игрока сборной СССР по волейболу Ярослава Антонова. Годом раньше рождения сына, в 1987 году, Ярослав Антонов, во второй раз ставший чемпионом Европы, был признан лучшим волейболистом мира. В 1990-е годы Ярослав Антонов играл в итальянских волейбольных клубах, что впоследствии повлияло на карьерный выбор его сына.
Имея двойное гражданство России и Италии, Олег Антонов до возраста 30 лет не играл в российских клубах и изначально выстраивал профессиональную волейбольную карьеру в Италии.
В 2003—2006 годах играл в молодёжном составе волейбольного клуба «Сислей Тревизо».
Профессиональную карьеру начал в 2006 году в восемнадцатилетнем возрасте. Играл в волейбольных клубах: «Сислей Тревизо» (Тревизо, 2006—2009), «Топ Тим Мантова» (Мантуя, 2009—2010), «Паллаволо Генова» (Генуя, 2010—2011), «Сислей Беллуно» (Беллуно, 2011—2012), «Кунео» (2012—2014).
В 2013 году не исключал для себя возможности подписания контракта с российским клубом:
— Если бы поступило предложение из России, поехали бы?

— Это интересно, почему бы и нет? Конечно, всё зависит от предложения, много факторов играет решающую роль. Но я не отрицаю, что согласился бы принять такое предложение.

— А какая команда или команды для вас привлекательны из российского чемпионата?

— Если рассматривать этот вопрос под таким углом, то это, конечно, казанский «Зенит», «Локомотив» или «Динамо» из Москвы. Эти команды — одни из самых сильных в Европе, мне бы понравились такие предложения. Но давайте вначале подождём окончания сезона, а потом уже подумаем (смеётся).
В сезоне 2018/19 выступал за российский «Урал».
Летние каникулы обычно проводит в Москве с родителями.

### Семья
Отец Ярослав (род. 1962) и дядя Олег Антонов (род. 1970) — волейболисты, тренеры.

## Достижения
- Офицер ордена «За заслуги перед Итальянской Республикой» (19 декабря 2016 года)[2]
- Чемпион Италии (2007, в составе «Сислей Тревизо»)
- Победитель Кубка Италии (2007, в составе «Сислей Тревизо»)
- Победитель Суперкубка Италии (2007. в составе «Сислей Тревизо»)
- Победитель Кубка ЕКВ (2011, в составе «Сислей Беллуно»)
- Серебряный призёр Лиги чемпионов (2013, в составе «Кунео»)

### Интервью
- Антонов: буду очень рад сыграть на родине // Чемпионат.com. — 13 марта 2013 года.